# Дорогичинский детинец
Дорогичинский детинец — детинец древнерусского Дорогичина (ныне Дрохичин в Польше), впервые упомянутого в летописи под 1142 годом и выполнявшего функцию одной из главных таможен на западной границе Галицко-Волынского княжества и всей Руси.

## Расположение
Городище древнего Дорогичина, ныне именуемое Замковой Горой, расположено в пределах современного города на мысу-останце на правом берегу Западного Буга. Овальная площадка с параметрами 100×60 м возвышается на 36 м над уровнем реки и отрезана от берегового плато глубоким рвом. Вал, облицованный снаружи глиной, сохранился только с напольной северо-западной стороны. Значительная часть древнего городища размыта рекой. С западной стороны к детинцу примыкал обширный посад площадью 300×100 м. Учитывая его месторасположение на отдельной возвышенности на берегу реки, он также мог быть укреплён в древнерусскую эпоху и являться, таким образом, окольным городом.

## История
В 1240 году галицко-волынский князь Даниил Романович построил в Дорогичинском детинце церковь Богородицы, позже здесь состоялась его коронация венцом короля Руси. В составе Польши на месте Дорогичинского детинца был возведён замок, просуществовавший до XVII века.

## Археологические исследования
Детинец Дорогичина был исследован учёными. Культурный слой в различных местах поселения достигал мощности 1—3 м. Обнаружены остатки наземных жилищ, хозяйственных построек и производственных комплексов, в том числе косторезных и железоделательных. При раскопках найдены различные вещи: орудия труда, оружие, бытовые предметы. Среди находок — обломки стеклянных браслетов, шиферные пряслица, одно- и двусторонние костяные гребни, серебряные и бронзовые кольца, подвески, пуговки и прочее. На костяной ручке ножа сохранилась древнерусская надпись XII века. Особое внимание привлекают огромное количество (крупнейшее на Руси) найденных товарных пломб, свидетельствующих о большом торговом значении Дорогичина в прошлом, а также четыре вислые свинцовые печати XI—начала XII веков. Основной комплекс находок датируется XI—XIII веками.